# Hoplia schereri
Hoplia schereri är en skalbaggsart som beskrevs av Tesar 1969. Hoplia schereri ingår i släktet Hoplia och familjen Melolonthidae. Inga underarter finns listade i Catalogue of Life.